# Richard Strejka
Richard Antonín Strejka (13. prosince 1908 Praha – 2. září 1990 Praha) byl český herec a konferenciér. Narodil se v Praze-Libni, jako Antonín Strejček, do rodiny Rudolfa Strejčka (1871) a jeho ženy Anny roz. Noskové (1875), měl čtyři starší sestry (Marie, Karolína, Milada, Olga) a staršího bratra Rudolfa.

## Život
V roce 1932 působil v kabaretu Červené eso, který hrál v Praze v sálu paláce Československé tiskové agentury (pozdější Divadlo hudby). V souboru s ním působili např. Ferenc Futurista, Jára Kohout, Josef Gruss a dirigentem jazzového orchestru zde byl E. F. Burian. Kabaret však v krátké době zanikl z finančních důvodů .
Později působil především ve filmu. Mezi jeho nejznámější filmové role patři role studentů z filmů režiséra Martina Friče Cesta do hlubin študákovy duše, kde hrál postavu „šejka“ studenta Peterky a dále film Škola základ života, kde ztvárnil postavu studenta Antonína Holouse. Kromě těchto nejznámějších filmových postav vytvořil v českém filmu asi 30 dalších epizodních postav a postaviček. Jednalo se o velice zábavného a energického kabaretního herce, konferenciéra a baviče, který je, mimo jiné, také znám jako první český rozhlasový představitel Ferdy Mravence Ondřeje Sekory.
Richard Strejka je pohřben na Vyšehradském hřbitově v Praze v hrobě označovaném jako „Pomník českým hercům“, který byl odhalen v roce 1999 a je ve společné péči Herecké asociace a Nadace Život umělce.

## Filmografie
- 1938 Škola základ života (student Antoním Holous)
- 1939 Cesta do hlubin študákovy duše (student Peterka, přezdívaný „šejk“)
- 1939 Kristián (epizodka – zájemce o zájezd do Egypta v cestovní kanceláři)
- 1939 Příklady táhnou (student a tramp Vašek)